# Somerset (Texas)
Somerset è un centro abitato degli Stati Uniti d'America, situato nella contea di Bexar dello Stato del Texas.